# Daoistische Sexualpraktiken

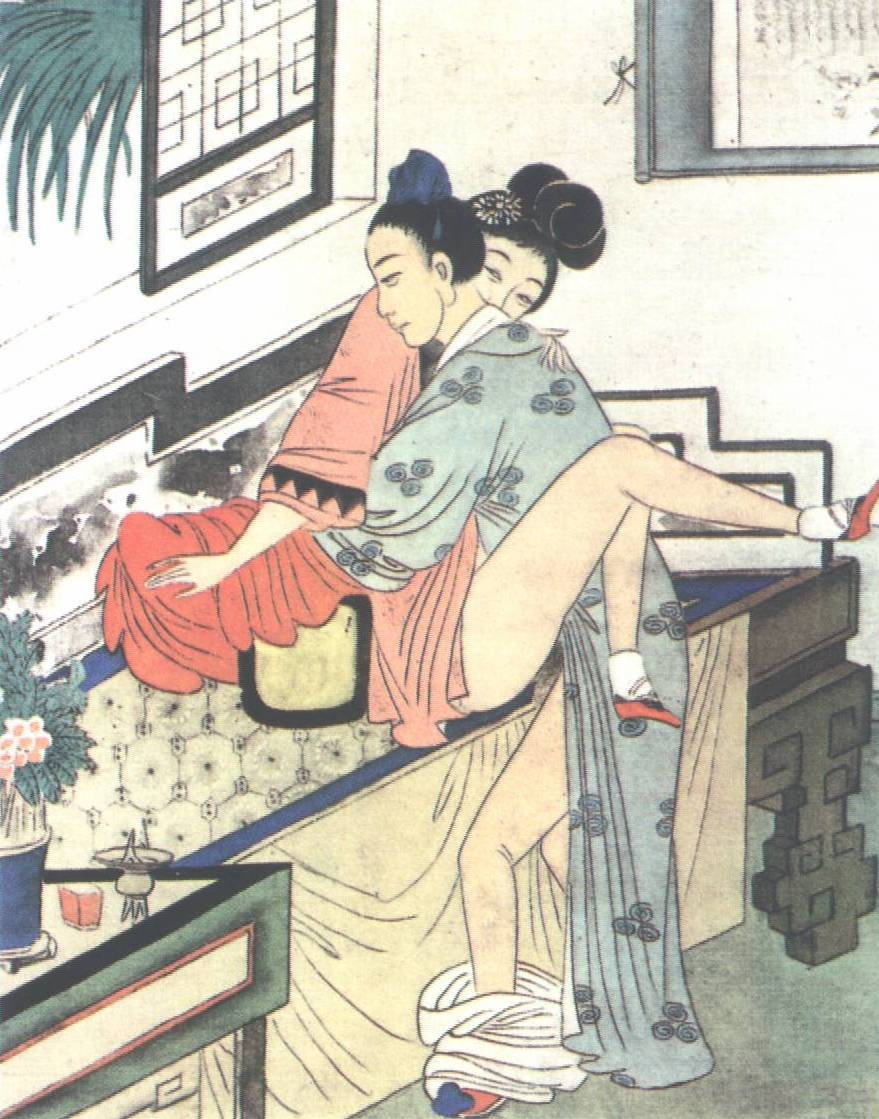
Ein historischer chinesischer Druck: „Die Verbindung der Essenzen“

Daoistische Sexualpraktiken (vereinfacht: 合气, traditionell: 合氣, Pinyin: heqi), wörtlich Verbindende Energie oder Die Verbindung der Essenzen, sind eine Art, Sex zu praktizieren, die dem Daoismus entstammt, jedoch nicht von allen Daoisten, die teilweise auch Mönche waren, ausgeführt wurden. Praktizierende glauben, dass man durch das Ausüben dieser sexuellen Methoden bei guter Gesundheit bleibe und letztlich Unsterblichkeit erlangen könne.

## Geschichte
Die ältesten, im asiatischen Raum die Sexualität betreffenden Schriften, die erhalten blieben, wurden 1971 in der Volksrepublik China in den Mawangdui-Gräbern gefunden. (Zum Zeitpunkt der Entdeckung ca. 2130 Jahre alt). Der Daoismus war in dieser Zeit noch nicht vollständig als Philosophie oder Religion entwickelt, trotzdem zeigen diese Schriften Ähnlichkeiten mit späteren Texten der Tang-Dynastie wie z. B. dem Ishinpō. Die sexuellen Künste erreichten ihre Blüte zwischen dem Ende der Han-Dynastie und der Tang-Dynastie. Danach verbreitete sich der konfuzianische Puritanismus stärker, und mit dem Aufkommen der Qing-Dynastie wurde Sex ein Tabuthema. Diese Konfuzianer begründeten die Unterdrückung der sexuellen Künste mit dem Argument einer angeblichen 2000 Jahre früheren Geschlechtertrennung. Die Zensur während der Qing-Dynastie ließ die sexuellen Künste aussterben. Viele der Schriften blieben nur in Japan erhalten, und Gelehrte wussten nicht, dass es im früheren China diese sexuellen Konzepte gab.

## Antike und mittelalterliche Auffassungen

### Qì (Lebenskraft) und Jing (Essenz)
Der überlieferte Daoismus nimmt an, dass Qì („Lebensenergie“) in allen Dingen existiert. Qì ist verwandt mit der energetischen Substanz Jing, die im menschlichen Körper enthalten sein soll. Jing kann demnach auf verschiedene Art verbraucht werden, und nach dieser Lehre stirbt ein Mensch, wenn diese Energie erschöpft ist. Daoisten glaubten, dass das meiste Jing im Sperma enthalten ist, weshalb Männer Ejakulationen vermeiden sollen, um diese Körperflüssigkeit und damit ihre Lebensessenz zu erhalten.

### Männliche Kontrolle der Ejakulation
Viele frühe Daoisten verbinden den Verlust des Spermas mit einem Verlust von Qì. Der übermäßige Verlust dieser Körperflüssigkeit habe ein frühzeitiges Altern, Krankheit und allgemeine Erschöpfung zur Folge. Während einige Daoisten glaubten, dass man nie ejakulieren darf, bestimmten andere mit einer Formel die für die Erhaltung der Gesundheit maximale Anzahl von Ejakulationen. Die grundlegende Idee war, die Menge verlorener Körperflüssigkeit in Abhängigkeit von der gewünschten Praktik zu begrenzen. Bei den durch die Jahrhunderte weitergegebenen sexuellen Praktiken schwächte sich die Wichtigkeit eines Limits von Ejakulationen ab. Trotzdem blieb das Zurückhalten des Samens ein wesentlicher Grundsatz der daoistischen sexuellen Praxis.
Es gibt verschiedene vorgeschriebene daoistische Verfahren, um die Ejakulation zu kontrollieren. Um die Ejakulation zu vermeiden, kann ein Mann zwei Dinge tun: Er kann seinen Penis unmittelbar vor dem Orgasmus herausziehen. Diese Methode wird von Joseph Needham als Coitus Conservatus bezeichnet. Das zweite Verfahren benutzte Druck auf den Damm, was eine in die Blase zurückgehende Ejakulation bewirkt. Die frühen Daoisten glaubten, dass der Samen durch dieses Verfahren in ihren Kopf steige und sie so „ernähre“. Joseph Needham nannte diese Methode Coitus Thesauratus.

### Jing (sexuelle Energie)
Ein weiteres wichtiges Konzept von Die Verbindung der Essenzen ist die Vereinigung von Mann und Frau, um sexuelle Energie Jing zu erzeugen. Das während des Sexualaktes erzeugte Jing kann der Mann in Qì umformen und damit seine Lebenskraft regenerieren. Mit einem intensiven Sexual-Leben hatte der Mann die Möglichkeit, viel Jing und dadurch gesundheitliche Vorteile zu erzeugen.

### Yin/Yang
Yin/Yang ist ein wichtiges Konzept im Daoismus. Yang bezieht sich auf das männliche und Yin auf das weibliche Geschlecht. Mann und Frau sind das Äquivalent von Himmel und Erde, aber sie wurden getrennt. Dadurch sind der Himmel und die Erde unsterblich, aber Mann und Frau erleiden vorzeitig den Tod. Jede Wechselwirkung zwischen Yin und Yang hat Bedeutung. Wegen dieser Bedeutung ist jede Position und Aktion beim Sexualakt wichtig. Daoistische Texte beschreiben eine große Zahl von Sex-Positionen, die der Heilung dienen oder helfen, Krankheit zu vermeiden.

Taiji das Zeichen symbolisiert Yin („schwarz“, dunkel, weich, kalt, weiblich, passiv, Ruhe) und Yang („weiß“, hell, hart, heiß, männlich, aktiv, Bewegung)

## Moderne Auffassung
Der Arzt und Forscher Stephen T. Chang knüpft an einen Klassiker des Taoismus […] an, das Su-nü-ching, das der Gelbe Kaiser Huangdi verfasst hat und das „die verborgene höhere Absicht der Fortpflanzung und des Lustgewinns, das sogenannte Tao der Liebeskunst oder der Sexualität erklärt.“ Er weist auf Einschränkungen hin, da „jahrhundertelang […] politische, philosophische und religiöse Gruppen den Code zur Entschlüsselung der klassischen kalligrafischen Texte für sich allein in Anspruch genommen (haben).“ Er habe durch eine dreißigjährige Forschung „Mißverständnisse und falsche Folgerungen zurechtgerückt und um des tieferen Verständnis Willens auch wissenschaftliche Hintergründe aufgedeckt.“

### Reizung des Penis und Masturbation
Als Beispiel seiner Darlegungen nennt Stephen T. Chang die übliche Form des unreflektiert zum Samenerguss führenden Sex beim Mann durchaus für „ungesund, weil Nährstoffe, Energie und andere wertvolle Eigenschaften des Samens verloren gehen. [… Und] von der Fußreflexzonenmassage her wissen Sie, dass die Fußsohlen Nerven- und Meridianenden enthalten und dass verschiedene Punkte an den Füßen mit bestimmten Teilen des Körpers zusammenhängen. So hat auch der Penis Reflexzonen, die bestimmten Organen entsprechen.“ Die am oberen Teil der Eichel liegende „Herzzone“ werde zumeist bei der Fellatio am stärksten stimuliert, „während die anderen Reflexzonen vernachlässigt werden. Ein einziges Organ (Herz) wird überstimuliert: das schafft inneres Ungleichgewicht.“
„Aus taoistischer Sicht ist die einseitige Erregung des Penis schädlich. Man sollte das auf jeden Fall vermeiden und die Stimulation so gleichmäßig wie möglich verteilen. […] Deshalb sollte der Mann, [auch] wenn er masturbiert, den ganzen Penis in seine Manipulation einbeziehen; dann kann er sich so oft befriedigen, wie er will, ohne sich in irgendeiner Weise zu schädigen. Vorausgesetzt, er ejakuliert nicht. […] Wenn Sie sich auf taoistische Weise selbst befriedigen – das heißt, ohne zu ejakulieren –, können Sie es zehn- oder hundertmal am Tag tun, ohne sich zu schaden. Im Gegenteil: es tut Ihrem Körper sogar gut, denn die Penismassage führt ihm insgesamt Energie zu.“ Falls es beim Masturbieren dennoch zu einer Ejakulation kommen sollte, empfiehlt der Autor den Akupressurpunkt Jen-Mo (Empfängnismeridian) zu drücken, zu „injakulieren“ und sich die Energie zu bewahren.
Siehe auch: Tao der Sexualität/Jen-Mo-Punkt

### Widerstreit der Überlieferungen
Frauen haben in den von Stephen T. Jang kritisierten Übersetzungen der Lehren, die entstellt, unvollständig und unzuverlässig waren, eine untergeordnete Stellung erhalten. In vielen der mittelalterlichen Schriften wird die Sexualität aus einer männlichen Sicht beschrieben und nicht, wie Frauen den Sex genießen können. In den ursprünglichen Texten, den „Klassikern“, werde gelehrt, „wie Sexualität unter möglichst glücklichen Umständen stattfinden“ könne, denn „Glück führt zu Heilung, Freude und Langlebigkeit […] Falscher Sex – eingesetzt als Waffe gegen andere, als Freibrief für hemmungslosen Geschlechtsverkehr und oder als unmoralische Profitquelle – verursacht sozialen Verfall.“

## Reaktionäre Auffassungen
Männer wurden ermutigt, sich nicht mit einer Frau zu begnügen und angewiesen, nur mit kinderlosen, schönen Frauen sexuell zu verkehren. Obgleich der Mann die Frau sexuell erfreuen muss, ist sie dennoch nur ein Objekt. An vielen Stellen im Ishinpō wird die Frau als „Feind“ bezeichnet. Man nahm an, dass während des Sexualverkehrs der Mann über das weibliche sexuelle Können dominieren müsse. In späteren, auf die Sexualität bezogenen Schriften aus der Ming-Zeit verloren die Frauen sogar alle Ähnlichkeit mit Menschen und wurden als die „Anderen“ bezeichnet. In diesen Texten verlor das sexuelle Vergnügen der Frau ebenfalls an Bedeutung.
Frauen wurden damit als Mittel zur Lebensverlängerung für einen Mann betrachtet. Viele der klassischen Werke sind ausführliche Anleitungen, wie ein Mann Sex haben soll, um sein Leben zu verlängern. Er könne sein Leben aber nur durch die Aufnahme der weiblichen Lebensenergien (Jing und Qì) verlängern.

### Äußere Bedingungen für Sex
Bestimmte Zeiten sind nach den alten daoistischen Lehren besser für Sexualverkehr geeignet als andere. Sex sei zu vermeiden während Viertel- oder Vollmond, an Tagen mit kräftigem Wind, Regen, mit Kälte oder Hitze, Sturm, Dunkelheit zwischen Himmel und Erde, Sonnen- und Mondfinsternissen, Regenbogen und Erdbeben. Geschlechtsverkehr in diesen Zeiten könne die Seele des Mannes schädigen und die Frau erkranken lassen. Kinder, in einer solchen Zeit gezeugt, würden verrückt, dumm, pervers oder töricht, stumm, verkrüppelt oder blind, respektlos und gewalttätig.
Auch wurde angenommen, dass für die Erfüllung des Kinderwunsches die Wahl des richtigen Tags für den Geschlechtsverkehr wichtig sei.

### Unsterblichkeit
Alle diese Regeln über den Sex sollten den Menschen helfen, Unsterblichkeit zu erlangen. Gemäß Ge Hong, einem daoistischen Alchemisten aus dem 4. Jahrhundert: Diejenigen, die Unsterblichkeit begehren, müssen das absolut Wichtige perfektionieren. Das schließe das Bewahren von Jing, das Kreisen von Qì und das Nehmen der besten Medizin ein. Jede sexuelle Enthaltung verhindere, dass Yin und Yang sich gegenseitig beeinflussen. Ein Mann musste daher oft Sex haben. Mit korrekt ausgeführtem Sex könne eine Person schließlich Unsterblichkeit erlangen. Ge Hong führte jedoch aus, dass Geschlechtsverkehr mit dem ausschließlichen Ziel der Unsterblichkeit eine Torheit sei. Für die Unsterblichkeit müsse neben den sexuellen Künsten die Alchemie praktiziert werden.